# Acacia desmondii
Acacia desmondii é uma espécie de leguminosa do gênero Acacia, pertencente à família Fabaceae.